# Academia de baile Gloria
Academia de baile Gloria va ser una sèrie de televisió emesa per La 1 de Televisió Espanyola el 2001.

## Argument
Gloria és una dona amb problemes financers. Està divorciada i ha de tirar endavant a dos fills. En el seu afany emprenedor decideix obrir una acadèmia de ball, per la qual desfilaran tot tipus de personatges histriònics i estrafolaris. Després de múltiples vicissituds, Gloria retroba l'amor en la figura de l'atractiu Alberto (Jaime Blanch).

## Repartiment

### Repartiment principal
- Lina Morgan - Gloria
- Marta Puig i Puigvert - Leo
- Charo Reina - Fátima
- Carmen Morales - Gin
- Eugenia Roca - Eulalia
- Sofía Mazagatos - Alba
- Paco Racionero - Don Jacinto
- Jesús Olmedo - Alberto
- Juana Cordero - "¿?"
- José Luis Mosquera - Óscar
- Kako Larrañaga - Obus
- Vura Serra - "¿?"
- Marisa Lahoz - "¿?"
- Beatriz Santiago - "¿?"
- Natalia Robres - Purita
- Esther del Prado - "Sara"
- David Alemán - Damián
- Paco Luna - "¿?"

### Repartiment Secundari
- Rosabel Molina - "¿?" (Episodi 4)
- Laura S. Zapardiel - "¿?" (Episodi 4)
- Santiago Nogués - ¿? (Episodi 9)
- Luisber Santiago - "¿?"(Episodis 10 y 13)
- Eloísa Martín - "¿?"(Episodi 12)
- Carmen María Carré - "¿?"(Episodi 12)
- Lola Torijo - "¿?"(Episodi 12)
- Ana Carreras - "¿?"(Episodi 12)
- Mandy Roma - "¿?"(Episodi 12)
- María Peñafiel - "¿?"(Episodi 13-14)
- Carmen Corchs - "¿?"(Episodi 13)

### Col·laboracions especials
- Bárbara Rey (Episodi 1)
- Fernando Conde (Episodi 1)
- José Antonio Ferrer (Episodi 2)
- Paco Valladares (Episodi 3)
- María del Puy (Episodi 3)
- Marisa Porcel (Episodi 4)
- Damián Velasco (Episodi 4)
- Juan Meseguer (Episodi 4)
- Emilio Linder (Episodi 5)
- Fabián López Tapia (Episodi 5)
- Pedro Ruiz Céspedes (Episodi 6)
- Norma Duval (Episodis 7 y 13)
- Pepe Martín (Episodis 7 y 12-13)
- Los Morancos (Episodi 8)
- Raúl Sender (Episodis 9 y 16-17)
- Máximo Valverde (Episodi 10)
- Juan Jesús Valverde (Episodi 11)
- Jaime Blanch (Episodis 12-17)
- Rosa Valenty (Episodi 14)
- Lolita Flores (Episodi 15)
- Daniela Cardone (Episodi 16)
- Pepe Rubio (Episodi 17)
- Juncal Rivero (Episodi 17)
- Concha Goyanes (Episodi 17)

## Llista d'episodis
- Un día tranquilo
- Feliz cumpleaños
- Ni esto ni lo otro, sino todo lo contrario
- Mentiras piadosas
- ¡Qué cada palo aguante su vela!
- Desengaños
- Encuentros
- A buscarse la vida
- Una visita del ayer
- Quemando etapas
- Vivir es bonito, pero difícil
- Un contacto explosivo
- Reunión familiar
- Ajustes familiares
- Limando esperanzas
- Achares
- Petición de mano